# Novomalyklinskij rajon
Il Novomalyklinskij rajon (in russo Новомалыклинский район?) è un rajon dell'Oblast' di Ul'janovsk, nella Russia europea; il suo capoluogo è Novaja Malykla.